# Campeonato de Fútbol de Costa Rica 1966
El Campeonato de Fútbol de 1966, fue la edición número 47 de Liga Superior de Costa Rica en disputarse, organizada por la FEDEFUTBOL. 
Se disputó por primera vez una final entre el Alajuelense y el Saprissa, ganada por los erizos, que volvieron al título luego de seis años.
El campeón se clasificó a la Copa de Campeones de la Concacaf de 1968.

## Equipos participantes
| Provincia  | N.º | Equipos                          |
| ---------- | --- | -------------------------------- |
| San José   | 3   | Saprissa, Orión y Uruguay        |
| Alajuela   | 2   | Alajuelense y San Carlos         |
| Cartago    | 2   | Cartaginés y Municipal Turrialba |
| Heredia    | 1   | Herediano                        |
| Puntarenas | 1   | Puntarenas                       |
| Limón      | 1   | Limón                            |

## Formato del Torneo
El torneo disputado a cuatro vueltas. Los equipos debían enfrentarse todos contra todos, al existir empate entre Alajuelense y Saprissa, se jugaron 2 partidos a modo de final. El descenso directo sería para el que obtuviera el último lugar al final del torneo.

## Tabla General
| Equipo | Pts | PJ | PG | PE | PP | GF | GC | DG  |
| --- | --- | -- | -- | -- | -- | -- | -- | --- |
| Liga Deportiva Alajuelense | 49  | 36 | 21 | 7  | 8  | 79 | 38 | +41 |
| Deportivo Saprissa | 49  | 36 | 18 | 13 | 5  | 79 | 37 | +42 |
| Club Sport Cartaginés | 43  | 36 | 16 | 11 | 9  | 54 | 38 | +16 |
| Puntarenas F.C. | 38  | 36 | 14 | 10 | 12 | 45 | 43 | +2  |
| Asociación Deportiva San Carlos | 37  | 36 | 15 | 7  | 14 | 55 | 62 | -7  |
| Club Sport Herediano | 35  | 36 | 12 | 11 | 13 | 51 | 51 | 0   |
| Orión F.C. | 33  | 36 | 12 | 9  | 15 | 59 | 76 | -17 |
| Limón F.C. | 28  | 36 | 10 | 8  | 18 | 46 | 72 | -26 |
| Club Sport Uruguay de Coronado | 27  | 36 | 8  | 11 | 19 | 53 | 67 | -14 |
| Asociación Deportiva Municipal Turrialba | 25  | 36 | 9  | 7  | 22 | 47 | 84 | -37 |
| Pts – Puntos; PJ – Partidos Jugados; PG - Partidos Ganados; PE - Partidos Empatados; PP - Partidos Perdidos; GF – Goles a Favor; GC – Goles en Contra; DG – Diferencia de Goles |     |    |    |    |    |    |    |     |

|  |                                 |
|  | Clasificado a la Final Nacional |

|  |                                     |
|  | Descenso Directo a Segunda División |

### Liguilla del Descenso
| 17 de enero de 1967 | Uruguay de Coronado | 3:0 | Asociación Deportiva Municipal Turrialba | Estadio Municipal El Labrador, |  |
|                     | [[ ]] {{}}          |     |                                          |                                |  |

| 20 de enero de 1967 | Asociación Deportiva Municipal Turrialba | 0:1 | Uruguay de Coronado | Estadio Rafael Angel Camacho, |  |
|                     | [[ ]] {{}}                               |     | {{}}                |                               |  |

### Final
| 17 de enero de 1967 | Liga Deportiva Alajuelense | 1:0 | Deportivo Saprissa | Estadio Nacional, |  |
|                     | Juan José Gámez 42'        |     |                    |                   |  |

| 20 de enero de 1967 | Deportivo Saprissa | 1:1 | Liga Deportiva Alajuelense | Estadio Nacional, |  |
|                     | Edgar Marín 85'    |     | Edgar Núñez 89'            |                   |  |

| Campeón Liga Deportiva Alajuelense Campeonato #10 |

Planilla del Campeón: Roberto Tyrrel, Gerardo “Gato” Vargas, Edgar Zúñiga, Jorge Palmareño Solís, Joaquín “Totoya” Guillén, William Chaverri, Víctor Gerardo “Palomino” Calvo, Mario “Chalazo” Vega, Juan José Gámez, Jorge Zamora, Floyd Daniels, Juan A. Lara, Guillermo Arturo “Catato” Selva, Carlos “Pata” Gutiérrez, Errol Daniels, Edgar Núñez, Álvaro Cascante, Juan “Tribilín” González, Víctor L. Vásquez, René Rodríguez, Gerardo Jiménez, Edgar Salas, Hernán Martínez, Viztroy Carr, Mario Morales y Efraín Chacón.

## Goleadores
| Jugador              | Equipo              | Goles |
| -------------------- | ------------------- | ----- |
| Errol Daniels        | Alajuelense         | 30    |
| Juan Ulloa           | San Carlos          | 30    |
| Guillermo Valenciano | Uruguay de Coronado | 23    |
| Víctor Manuel Ruiz   | Saprissa            | 22    |
| Hilario Crawford     | Limonense           | 15    |
| Juan José Gámez      | Alajuelense         | 14    |
| Leonel Hernández     | Cartaginés          | 14    |

## Descenso
| Descenso campeonato 1966      | Descenso campeonato 1966 |
| ----------------------------- | ------------------------ |
| Descendido a Segunda División | Turrialba                |
| Ascenso a Primera División    | Barrio México            |

## Torneos
| Predecesor: Campeonato 1965 | Liga Superior de Costa Rica Campeonato 1966 | Sucesor: Campeonato 1967 |